# Necroptosis
La necroptosis es una forma de muerte celular programada, ya que está regulada genéticamente. Presenta características híbridas entre: el proceso de apoptosis o proceso de muerte celular (por ser programada) y el proceso de la necrosis (por sus características morfológicas) y los mecanismos que hacen efectiva la muerte celular.

La necroptosis ocurre en una amplia gama de enfermedades humanas como cáncer, enfermedades inflamatorias y enfermedades degenerativas.

## Características
La muerte programada por necroptosis se caracteriza por varios elementos: la inflamación de las células, la disfunción de las mitocondrias, la permeabilización de la membrana y la liberación del contenido citoplasmático al espacio extracelular con inflamación del tejido. A diferencia de la apoptosis, la necroptosis no implica la fragmentación del ADN.

La necroptosis es específica de los vertebrados y funciona aun durante una infección viral, mientras el virus bloquea las proteínas de señalización de la apoptosis (caspasa).

## Bioquímica de la necroptosis

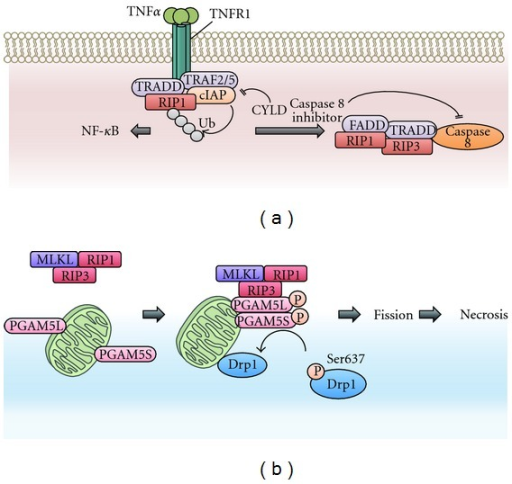
Esquema de la cadena de reacciones bioquímicas por las cuales se desencadena la muerte celular por necroptosis.

La necroptosis, de forma similar a la apoptosis, es desencadenada por la activación de diversos receptores de membrana entre los que se encuentra el TNFR1  (correspondiente al factor de necrosis tumoral). Paralelamente a producir la activación de la vía apoptótica que induce la cascada de caspasas, también recluta al menos dos cinasas, incluidas en un complejo multiproteico del que la caspasa 8 es parte. Estas cinasas, cuando las caspasas correspondientes a la apoptosis no se activan, continúan el proceso de necroptosis que culmina con una muerte celular, a la cual llegan mediante eventos de destrucción celular similares a los que ocurren en la necrosis, como la permeabilización de las membranas lisosómicas, generación de especies reactivas del oxígeno, afectación mitocondrial y una reducción de los niveles de ATP.

## Necroptosis fisiológicas y patológicas
A la necroptosis se la reconoce como una causa importante de muerte celular programada, que interviene en procesos fisiológicos y patológicos.

### Causas fisiológicas
La necroptosis se produce de forma fisiológica durante la formación de la placa epifisaria del hueso de los mamíferos, y como mecanismo de defensa del anfitrión contra ciertos virus que codifican inhibidores de las caspasas, representando una forma alternativa para el suicidio de la célula ante la infección.

### Causas patológicas
La necroptosis en el micro ambiente del tumor promueve la inflamación y la metástasis del cáncer.
 
La metástasis implica una interacción de las células cancerosas con su micro ambiente, incluyendo las células inmunes infiltradas y las citoquinas, quimioquinas y factores de crecimiento que fueron secretados. Estos  elementos crean entre todos un entorno inflamatorio, que promueve la capacidad de invasión local y la capacidad de generar metástasis de las células cancerosas. 

La necroptosis se asocia a la esteatohepatitis, pancreatitis aguda, lesión por reperfusión y enfermedades neurodegenerativas de tipo inflamatorio, como el parkinsonismo, y también la esclerosis lateral amiotrófica (ELA), la esclerosis múltiple (EM) y la enfermedad de Niemann-Pick.